# Id Tech 5
id Tech 5 је властити покретач игара id Software-а. Он прати своје претходнике, id Tech 1, 2, 3 and 4, сви који су касније објављени под GNU General Public License. То је велики напредак у односу на id Tech 4. Покретач је први пут представљен на WWDC 2007 од стране John D. Carmack на рачунару који садржи осам корова (core); Међутим, демо користи само једно језгро са једним-кором OpenGL покрећући имплементацију на 512 MB 7000 class Quadro видео картици. id Tech 5 је прво пут коришћен у игри Rage, затим у Wolfenstein: The New Order, The Evil Within и Wolfenstein: The Old Blood.

## Карактеристике
Почетна демонстрација покретача користи 20 GB података текстура (користећи напреднији MegaTexture приступ под називом Virtual Texturing, који подржава текстуре са резолуцијама до 128,000 × 128,000 пиксела), и потпуно динамичан и променљив свет. Ова техника омогућава да покретач аутоматски стримује текстуре у меморију по потреби, што значи да програмери не треба да се брину за меморијским ограничењима или текстурним границама. Ово има предност за поједностављење стварања садржаја, што елиминише потребу прилагођавања садржаја за различите платформе. Покретач аутоматски оптимизује ресурсе за развој cross-платформи, тако да је могуће да се рендерују исти модели на различитим платформама, док их ствара само једна платформа, додатно поједностављење развоја cross-платформи.
Једна од визуелно евидентне могућности које је рендеринг укључио је penumbra у сенчењу (мекане ивице), користећи shadow мапе. Насупрот томе, id Tech 4, који истиче звук на бази сенке, је веома оштро дефинисана сенка. Бројне друге напредне графичке ефекте као што су разни материјали за осветљење, high dynamic range rendering-центрични ефекти, bloom, crepuscular rays (волуметријско осветљење), radiosity, мекане честице, пиксел нијансни ефекти, alpha to coverage, каснија обрада, рефлексија екранског простора, динамичке водене површине, процедуралне анимације, симулација одеће, дубина поља видљивости, и motion blur, су садржани. Multi-threaded (више процесна) обрада на CPU (процесору) се врши за многе од њених задатака, укључујући и рендеровање, логику игре, AI, физику и обраду звука.
Покретач долази са пакетом садржаја за креирање алата који се зове id Studio, који је требало да буде много више кориснички оријентисан и "дотеран" него у ранијим верзијама. Раније, за креирање садржаја било је потребно да покренете низ разних алата преко командне линије изван властитих алата корисничког нивоа, док id Tech 5 омогућава свима да се ради "унутар покретача".
Док id Software користи искључиво покретач за стварање пуцачких игара, покретач такође има способност да делује изван тог жанра. Steve Nix из id Software је изјавио да "Не само да мислимо да људи могу да праве игре изван пуцачко-оријетнисаних са нашом технологијом, већ то и подржавамо. Ми бисмо заиста волели да видимо те игре направљеним."

## Маркетинг и лиценцирање
Покретач је први пут јавно приказан током 2007 Apple Worldwide Developers конференције, а затим се касније показала приватно пред публиком потенцијалних лиценцера на Е3 2007. Прво јавно приказивања фокусирано је искључиво на покретачу који је одржан у QuakeCon исте године током годишње уводне речи одржане од стране John Carmack.
Интервју са John Carmack, водећи графички девелопер id-а (у то време), указује да као и његови претходници, id Tech 5 ће на крају бити објављен као open source. Прелазак на open source ће вероватно доћи много година после id Tech 5 "пуштања" као власничког покретача. На QuakeCon 2007, Carmack је рекао LinuxGames да ће се интегрисати као мали власнички софтвер колико је могуће у id Tech 5, као и то да ће на крају id Tech 5 бити отвореног кода, такође. То је и даље "закон" у id-у , политика да нећемо интегрисати ствари које су немогуће за нас и да ће евентуални отворени код бити "пуштен".
На QuakeCon 2010 директор id Тоdd Hollenshead је најавио да док id Tech 5 може да се дели са унутрашњим ZeniMax програмерима, покретач неће бити на располагању за екстерно лиценцирање. 10. новембра 2010. године објављено је да први ZeniMax интерни програмер који ће радити са покретачем бити MachineGames.

## Игре које користе id Tech 5
- Rage (2011) – id Software
- Wolfenstein: The New Order (2014) – MachineGames
  - Wolfenstein: The Old Blood (2015) – MachineGames
- The Evil Within (2014) – Tango Gameworks